# Bisdom San Jose
Het bisdom San Jose (Latijn: Dioecesis Sancti Iosephi in Insulis Philippinis) is een rooms-katholiek bisdom met als zetel San Jose, op de Filipijnen. Het bisdom is suffragaan aan het aartsbisdom Lingayen-Dagupan. 

## Geschiedenis
Het bisdom werd opgericht op 16 februari 1984, uit delen van het bisdom Cabanatuan. 

## Parochies
Het bisdom had in 2022 een oppervlakte van 2.540 km2 en telde 975.000 inwoners waarvan 88,2% rooms-katholiek was.

## Bisschoppen
- Florentino Ferrer Cinense (24 mei 1984 - 17 augustus 1985; apostolisch administrator: 17 augustus 1985 - 15 augustus 1987)
- Leo Murphy Drona (10 juni 1987 - 14 mei 2004)
- Mylo Hubert Claudio Vergara (12 februari 2005 - 20 april 2011)
- Roberto Calara Mallari (15 mei 2012 - heden)

## Galerij van afbeeldingen

Wapen van het bisdom
Bisschop Roberto Calara Mallari (2012-heden)

Lingayen-Dagupan (aartsbisdom) · Alaminos · Cabanatuan · San Fernando de La Union · San Jose · Urdaneta